# Bibliothèque interuniversitaire santé
Bibliothèque interuniversitaire santé (česky Meziuniverzitní knihovna zdraví) je univerzitní knihovna v Paříži, která se specializuje na literaturu o lékařství a farmacii a příbuzných oborech. Sídlí v na dvou místech v ulici Rue de l'École de Médecine č. 12 a Avenue de l'Observatoire č. 4 v 6. obvodu. Knihovna vznikla 1. ledna 2011 sloučením Bibliothèque interuniversitaire de médecine et d'odontologie (Meziuniverzitní knihovna lékařství a stomatologie) a Bibliothèque interuniversitaire de pharmacie (Meziuniverzitní farmaceutická knihovna). Knihovna je součástí univerzity Paříž V.

## Historie
Knihovna lékařství je původně knihovnou bývalé lékařské fakulty Pařížské univerzity, která vznikla už ve středověku a sídlila v ulici Rue de la Bûcherie, později v Rue Jean-de-Beauvais. Fakulta byla zrušena v roce 1793, ale už v roce 1794 Národní konvent zřídil École de santé (Škola zdraví). Po zrušení fakulty byla knihovna rozptýlena do více institucí, ale lékař a knihovník Pierre Sue její fondy opět scelil.
Farmaceutická knihovna vznikla z daru, který v roce 1570 věnovali čtyři členové Společenství lékárníků v Paříži své společnosti. V roce 1777 byla vytvořena Farmaceutická kolej, která knihovnu převzala. V roce 1882 se škola i knihovna přestěhovaly se do současných prostor na Avenue de l'Observatoire.
Po rozdělení Pařížské univerzity získaly v roce 1972 obě knihovny statut meziuniverzitních vědeckých knihoven. Od roku 1978 byly obě knihovny převedeny pod správu Univerzity Paříž V, ovšem sloužily též univerzitám Paříž VI, Paříž VII a Paříž XI.
O sloučení knihoven bylo rozhodnuto v roce 2009 a došlo k němu k 1. lednu 2011.

## Sbírky
Knihovní sbírky obsahují zhruba milión francouzských a zahraničních knih a 20 800 titulů periodik, včetně 2400 vycházejících. Na základě povinného výtisku získává všechna díla týkající se lékařství a stomatologie vydaná ve Francii.
Oddělení dějin lékařství obsahuje mj. asi sto prvotisků, asi tisíc rukopisů, ale i medaile a rytiny. Celá sbírka patří ke třem nejbohatším na světě spolu s National Library of Medicine (USA) a Wellcome Library (Londýn).
Kvůli úspoře místa je část děl (kromě starých tisků) a časopisů vydaných v zahraniční a psaných nelatinským písmem uloženo v Technickém knižním centru vysokého školství.

## Statut
Knihovna je připojena k Univerzitě Paříž V a na základě dohody slouží též studentům a zaměstnancům univerzit Paříž VII a Paříž XI. Slouží rovněž všem odborníkům z neuniverzitních institucí.
Knihovna je přidruženým centrem Francouzské národní knihovny pro oblast lékařství a farmacie.
Sbírky věnované lékařství a stomatologii jsou umístěny v sídle bývalé lékařské fakulty v Rue de l'École-de-Médecine (48°51′4″ s. š., 2°20′28″ v. d.), kde sídlí rovněž rektorát Univerzity Paříž V a Musée d'histoire de la médecine.
Sbírky týkající se farmacie zůstaly v sídle farmaceutické knihovny na nedaleké Avenue de l'Observatoire (48°50′36″ s. š., 2°20′11″ v. d.).